# Salina (Kansas)
Salina és una població dels Estats Units a l'estat de Kansas. Segons el cens del 2008 tenia 46.483 habitants.

## Demografia
Segons el cens del 2000, Salina tenia 45.679 habitants, 18.523 habitatges, i 11.873 famílies. La densitat de població era de 775,9 habitants/km².
Dels 18.523 habitatges en un 31,5% hi vivien nens de menys de 18 anys, en un 49,8% hi vivien parelles casades, en un 10,5% dones solteres, i en un 35,9% no eren unitats familiars. En el 30,1% dels habitatges hi vivien persones soles l'11,3% de les quals corresponia a persones de 65 anys o més que vivien soles. El nombre mitjà de persones vivint en cada habitatge era de 2,39 i el nombre mitjà de persones que vivien en cada família era de 2,98.
Per edats la població es repartia de la següent manera: un 25,9% tenia menys de 18 anys, un 10% entre 18 i 24, un 28,7% entre 25 i 44, un 21,1% de 45 a 60 i un 14,3% 65 anys o més.
L'edat mediana era de 35 anys. Per cada 100 dones de 18 o més anys hi havia 92,8 homes.
La renda mediana per habitatge era de 36.066$ i la renda mediana per família de 45.433$. Els homes tenien una renda mediana de 31.250$ mentre que les dones 21.944$. La renda per capita de la població era de 18.593$. Entorn del 6,7% de les famílies i el 9,6% de la població estaven per davall del llindar de pobresa.

## Poblacions més properes
El següent diagrama mostra les poblacions més properes.